# Гілеві Ромбін
Гілеві Ромбін Шайн (швед. Hillevi Rombin Schine; 14 вересня 1933 — 19 червня 1996) — шведська акторка та модель. Переможниця четвертого конкурсу Міс Всесвіт 1955 року.

## Біографія
Гілеві Ромбін народилася та виросла в Уппсалі. Займалася спортом. Була чемпіонкою Швеції з десятиборства. Крім того, відзначився в гімнастиці, легкій атлетиці та гірськолижному спорті .
Після перемоги на конкурсі краси переїхала до Голлівуду, оскільки частиною призового фонду був контракт з Universal Pictures. Вивчала акторську майстерність разом з Джоном Гевіном, Клінтом Іствудом і Барбарою Еден. Гілеві Ромбін виконала епізотичні ролі у двох фільмах та одному телесеріалі. У фільмі «Історія Бенні Гудмана» (The Benny Goodman Story, 1955) вона просить автограф у головного героя, а в «Стамбулі» (Istanbul, 1957) вона з'являється у ролі стюардеси ґнаприкінці фільму.
Під час мандрівки США вона познайомилася з Девідом Шайном, чия родина займалася готельним бізнесом. Після шлюбу з ним зосередилася на подружньому житті. За майже 40 років народила шестеро дітей.
62-річна Гілеві, її чоловік і один з синів загинули в авіакатастрофі в 1996 році, в результаті відмови двигуна незабаром після зльоту у Лос-Анджелесі. Разом з чоловіком та сином похована на кладовищі Вествуд .

## Фільмографія
| Рік  | Назва                   | Роль      | Примітки                     |
| ---- | ----------------------- | --------- | ---------------------------- |
| 1955 | Історія Бенні Гудмана   |           |                              |
| 1957 | Пригоди Гірама Голлідея |           | Епізод: «Клинопис Штурмзига» |
| 1957 | Стамбул                 | стюардеса |                              |